# Ступск (гмина)
Ступск (пол. Stupsk) — сельская гмина (волость) в Польше, входит как административная единица в Млавский повет, Мазовецкое воеводство. Население — 5063 человека (на 2004 год).

## Демография
| Перепись                       | Всего   | Всего | Женщины | Женщины | Мужчины | Мужчины |
| ------------------------------ | ------- | ----- | ------- | ------- | ------- | ------- |
| Единицы                        | человек | %     | человек | %       | человек | %       |
| Население                      | 5063    | 100   | 2526    | 49,9    | 2537    | 50,1    |
| Плотность населения (чел./км²) | 42,9    | 42,9  | 21,4    | 21,4    | 21,5    | 21,5    |

## Сельские округа
1. Болево
2. Буды-Болевске
3. Домбек
4. Дунай
5. Еже
6. Конопки
7. Кроснице
8. Моравы
9. Ольшево-Болонки
10. Ольшево-Божимы
11. Ольшево-Гжимки
12. Пеньполе
13. Росохы
14. Стшалково
15. Ступск
16. Сулково-Колёня
17. Воля-Колёня
18. Воля-Шидловска
19. Вышины-Косцельне
20. Здрое
21. Жмиево-Гае
22. Жмиево-Косцельне
23. Жмиево-Куце
24. Жмиево-Понки
25. Жмиево-Трояны

## Поселения
1. Беле
2. Бжезины
3. Домбек-Халиново
4. Домбек-Янково
5. Феликсово
6. Гонсёровизна
7. Каленч
8. Краево
9. Ольшево-Хлебово
10. Ольшево-Марцише
11. Ольшево-Решки
12. Ольшево-Тосе
13. Печиска
14. Старе-Вышины
15. Стефанково
16. Стшалково-Дембины
17. Стшалково-Ойцув
18. Стшалково-Острув
19. Сулково-Бараки
20. Тшпёлы
21. Жмиево-Багенки
22. Жмиево-Лабенды
23. Жмиево-Никлы
24. Жмиево-Подусе
25. Жмиево-Шавлы

## Соседние гмины
1. Гмина Грудуск
2. Гмина Регимин
3. Гмина Стшегово
4. Гмина Шидлово
5. Гмина Виснево